# Liste der Baudenkmäler in Ebermannstadt
Auf dieser Seite sind die Baudenkmäler in der oberfränkischen Stadt Ebermannstadt zusammengestellt. Diese Tabelle ist eine Teilliste der Liste der Baudenkmäler in Bayern. Grundlage ist die Bayerische Denkmalliste, die auf Basis des Bayerischen Denkmalschutzgesetzes vom 1. Oktober 1973 erstmals erstellt wurde und seither durch das Bayerische Landesamt für Denkmalpflege geführt wird. Die folgenden Angaben ersetzen nicht die rechtsverbindliche Auskunft der Denkmalschutzbehörde.

## Ensembles

### Ensemble Hauptstraße/Am Marktplatz

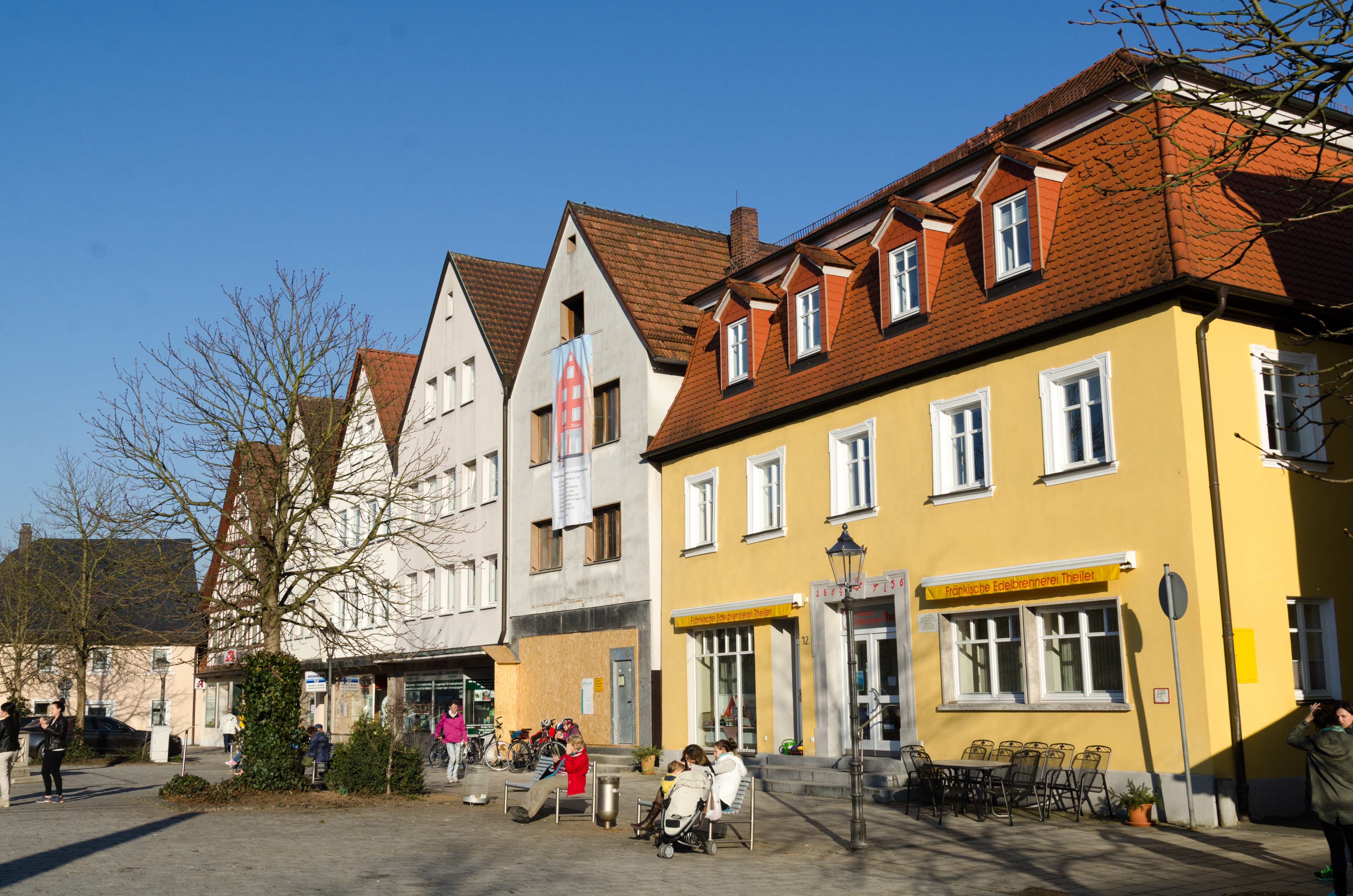
Am Marktplatz Ebermannstadt

Ebermannstadt (Lage) wird inselartig von zwei Wiesentarmen eingeschlossen. Der Ort wurde 981 erstmals als Dorf erwähnten und bekam 1323 die Stadtgerechtigkeit verliehen, die 1458 und 1510 bestätigt wurde. Das Ensemble umfasst die west-östlich durch die gesamte Altstadt, in leichter Krümmung verlaufende Hauptstraße. Dieser Straßenzug ist streng geschlossen bebaut und besteht meist aus zweigeschossigen bürgerlichen Giebelhäusern, die vorwiegend aus dem 17.–19. Jahrhundert stammen und bildet die Hauptachse der Stadtanlage. Der Marktplatz legt sich etwa in der Mitte der Achse südwärts als Rechteck an diese an und war bis 1864 von einem freistehenden Rathausbau beherrscht. Auch hier verfügt die geschlossene Bebauung zum Teil über reiches Fachwerk. Die Stadt war ehemals mit drei Toren, Wällen und Palisaden befestigt. Das abgegangene Obere und Untere Tor begrenzten die Stadt in ihrer Ostwesterstreckung, wo die Endpunkte des Ensembles liegen. Aktennummer: E-4-74-121-1.

### Ensemble Oberes Scheunenviertel
Das Obere Scheunenviertel (Lage) ist aus Feuerschutzgründen außerhalb des historischen Ortskerns am östlichen Wiesentufer angelegt worden. Die haufenförmige Anlage an der Mühlenstraße besteht aus Lager- und Speicherbauten des 18. und 19. Jahrhunderts, die zumeist als Sandsteinquaderbauten mit Fachwerkgiebeln errichtet worden sind. Aktennummer: E-4-74-121-2.

## Gemeindeübergreifendes Baudenkmal
Lokalbahn Ebermannstadt-Behringersmühle: Nebenstrecke der Ludwig-Süd-Nord-Bahn, ca. 16 km lange Trasse, erbaut 1922 und 1930; mit Stationsgebäuden, Brücken, Wasserdurchlässen und den entsprechenden Ingenieursbauten. Aktennummer: D-4-74-129-76.

| Lage                         | Objekt                                 | Beschreibung | Akten-Nr.     | Bild |
| ---------------------------- | -------------------------------------- | ------------ | ------------- | ---- |
| Bahnhofsplatz 1 (Standort)   | Bahnhof Ebermannstadt: Empfangsgebäude |              | D-4-74-129-76 | BW   |
| Bahnhofsplatz 1 (Standort)   | Bahnmeisterei                          |              | D-4-74-129-76 | BW   |
| Nähe Mühlenstraße (Standort) | Bahnüberführung                        |              | D-4-74-129-76 | BW   |
| Nähe Mühlenstraße (Standort) | Eisenbahnbrücke über die Leinleiter    |              | D-4-74-129-76 | BW   |

## Baudenkmäler nach Gemeindeteilen

### Ebermannstadt
| Lage                                                            | Objekt                                                | Beschreibung | Akten-Nr.               | Bild           |
| --------------------------------------------------------------- | ----------------------------------------------------- | --- | ----------------------- | -------------- |
| Am Marktplatz 1 (Standort)                                      | Bürgerhaus                                            | Zweigeschossiges Eckhaus mit abgewalmtem Satteldach, verputzter Massivbau mit geohrten Fenstern im Obergeschoss, im Kern zweite Hälfte 18. Jahrhundert, Erdgeschoss entkernt | D-4-74-121-1 Wikidata   | weitere Bilder |
| Am Marktplatz 5 (Standort)                                      | Bürgerhaus                                            | Schmales giebelständiges Satteldachhaus auf langgestrecktem Grundriss, massives Erdgeschoss, Fachwerkobergeschoss, bezeichnet „1682“ | D-4-74-121-2 Wikidata   | weitere Bilder |
| Am Marktplatz 6 (Standort)                                      | Bürgerhaus                                            | Stattlicher giebelständiger Satteldachbau, massives Erdgeschoss, Fachwerkobergeschoss, bezeichnet 1679, Erdgeschoss durch modernen Ladeneinbau überformt | D-4-74-121-3 Wikidata   | weitere Bilder |
| Am Marktplatz 9 (Standort)                                      | Bürgerhaus                                            | Zweigeschossiger giebelständiger Satteldachbau, Erdgeschoss massiv, Fachwerkobergeschoss, bezeichnet 1684, Erdgeschoss entkernt, Ladeneinbau | D-4-74-121-4 Wikidata   | weitere Bilder |
| Am Marktplatz 10 (Standort)                                     | Ehemaliges Bezirksamt                                 | Heute Wohn- und Geschäftshaus, dreigeschossiger, spätklassizistischer Massivbau mit leicht vortretendem Mittelrisalit, flachgeneigtes Walmdach, Mitte 19. Jahrhundert, Erdgeschoss entkernt | D-4-74-121-5 Wikidata   | weitere Bilder |
| Am Marktplatz 12 (Standort)                                     | Bürgerhaus                                            | Zweigeschossiger Mansardwalmdachbau mit geohrten Gewänden, massiv, verputzt, in retardierenden spätbarocken Formen, bezeichnet „1836“ | D-4-74-121-6 Wikidata   | weitere Bilder |
| Am Marktplatz 13 (Standort)                                     | Bürgerhaus                                            | Traufständiges Halbwalmdachhaus, zweigeschossig, massives Erdgeschoss, Fachwerkobergeschoss mit geohrten Fenstern, verputzt, zweite Hälfte 18. Jahrhundert, mit älterem Kern, Erdgeschoss überformt | D-4-74-121-7 Wikidata   | weitere Bilder |
| Am Marktplatz 15 (Standort)                                     | Bürgerhaus                                            | Zweigeschossiger giebelständiger Satteldachbau, auf schmalem langgestrecktem Grundriss, massives Erdgeschoss, Fachwerkobergeschoss, bezeichnet „1672“ | D-4-74-121-8 Wikidata   | weitere Bilder |
| Am Marktplatz 19 (Standort)                                     | Bürgerhaus                                            | Stattliches Eckhaus, zweigeschossiger Satteldachbau, Erdgeschoss massiv, Fachwerkobergeschoss, bezeichnet „1711“ | D-4-74-121-9 Wikidata   | weitere Bilder |
| Am Marktplatz 22 (Standort)                                     | Ehemaliges Gasthaus Krone                             | Heute Wohn- und Geschäftshaus, zweigeschossiger giebelständiger Satteldachbau, Erdgeschoss massiv verputzt, Obergeschoss in Fachwerk, 1707 | D-4-74-121-10 Wikidata  | weitere Bilder |
| Am Marktplatz 24 (Standort)                                     | Gasthaus                                              | Zweigeschossiger Eckbau mit Satteldach, massives Erdgeschoss, Fachwerkobergeschoss, verputzt, im Kern 18. Jahrhundert | D-4-74-121-11 Wikidata  | weitere Bilder |
| Bahnhofstraße 5 (Standort)                                      | Ehemaliges Amtsgericht                                | Jetzt Bürgerhaus und Heimatmuseum, zweigeschossiger massiver Putzbau, flach geneigtes Walmdach, spätklassizistisch, 1870 | D-4-74-121-12 Wikidata  | weitere Bilder |
| Bahnhofstraße 13 (Standort)                                     | Villa                                                 | Zweigeschossiger Jugendstilbau mit Krüppelwalmdach, zweigeschossiger Kubus mit Treppenhausvorbau, Standerker und Wintergarten, Fassadenstuck, um 1910; Portal mit Bedachung, um 1910 | D-4-74-121-102 Wikidata | weitere Bilder |
| Nähe Basteibräugasse (Standort)                                 | Ehemals Brauhaus mit Mälzerei                         | zweigeschossiger, verputzter Massivbau mit Fachwerkkniestock, Halbwalmdächern und Lüftungshaube, von Heinrich Schmidt, 1925/26, 1929 an Südseite um Pultdachanbau erweitert | D-4-74-121-150          | BW             |
| Breitenbacher Straße 1 (Standort)                               | Alte Wache                                            | Ehemaliges Fürstbischöfliches Kastenamt, später Rentamt und Polizei, dreigeschossiger Sandsteinquaderbau mit Walmdach, 1792 | D-4-74-121-13 Wikidata  | weitere Bilder |
| Breitenbacher Straße 2 (Standort)                               | Ehemalige Mühle                                       | Schmittmühle, langgestreckter zweigeschossiger Satteldachbau, Erdgeschoss massiv, Obergeschoss teils massiv (Sandsteinquader), teils Fachwerk, teils verputzt, profilierte Fensterrahmungen, erste Hälfte 18. Jahrhundert; Wasserrad; Mühlenwehr | D-4-74-121-14 Wikidata  | BW             |
| Breitenbacher Straße 2; Wiesent (Standort)                      | Ehemalige Mühle: Wasserrad                            | | D-4-74-121-14           | weitere Bilder |
| Wiesent (Standort)                                              | Ehemalige Mühle: Mühlenwehr                           | Mühlenwehr | D-4-74-121-14           | weitere Bilder |
| Breitenbacher Straße 12 (Standort)                              | Kleinhaus                                             | Erdgeschossiges, giebelständiges Krüppelwalmdachhaus, verputzt, frühes 19. Jahrhundert, überformt | D-4-74-121-15 Wikidata  | weitere Bilder |
| Breitenbacher Straße 27 (Standort)                              | Bauernhof: Wohnstallhaus                              | Giebelständiger erdgeschossiger Satteldachbau, Fachwerk und massiv, meistenteils verputzt, im Kern erste Hälfte 18. Jahrhundert, verändert Mitte 19. Jahrhundert; parallel dazu giebelständiger Stadel, Sandsteinquader, Fachwerkgiebel, Satteldach, 19. Jahrhundert | D-4-74-121-16 Wikidata  | weitere Bilder |
| Breitenbacher Straße 27 (Standort)                              | Bauernhof: Stadel                                     | parallel dazu giebelständiger Stadel, Sandsteinquader, Fachwerkgiebel, Satteldach, 19. Jahrhundert | D-4-74-121-16 Wikidata  | weitere Bilder |
| Burg Feuerstein 2 (Standort)                                    | Sogenannte Burg Feuerstein                            | Burgartige Anlage, hoher Turm und viergeschossiges Haupthaus mit ein- bis dreigeschossigen Anbauten mit Sattel-, Walm- und halbwalmdächern, Jurakalkstein, 1941 als Labor für Hochfrequenztechnik errichtet, seit 1946 Haus der katholischen Jugend der Diözese Bamberg; moderne kreuzgangartige Anbauten mit Sattel- bzw. Walmdach, um 1960; über ein Foyer mit Treppenhaus angeschlossene doppelstöckige Kirche Verklärung Christi, Rund- und Parabelform in Grund- und Aufriss variierender Kubus, Wände in Kalkstein und Farbglas, 1958–60 von Hans Schädel und G. Heinzmann; Ausstattung; zugehörig gleichzeitiger freistehender Glockenturm über Kapelle zu Ehren der Schmerzhaften Muttergottes, Beton und Holz mit Pultdach; kirchhofartiger Terrassenvorbau mit Einfriedung, Pflasterung und gedecktem Gang zur Glockenturmkapelle | D-4-74-121-62 Wikidata  | weitere Bilder |
| Ehrlich; im historischen oberen Scheunenviertel (Standort)      | Großer Stadel der Sägmühle                            | Sandsteinquaderbau, Satteldach mit Fachwerkgiebeln, 18./19. Jahrhundert | D-4-74-121-48 Wikidata  | BW             |
| Franz-Dörrzapf-Straße 10 (Standort)                             | Rathaus                                               | Ehemalige Knabenschule, zwei durch Gelenkbau miteinander verbundene zweigeschossige Pavillonbauten, Massivbau, verputzt, Walmdach bzw. Mansardwalmdach mit Haubendachreiter, neubarock, 1914–16. | D-4-74-121-18 Wikidata  | weitere Bilder |
| Franz-Dörrzapf-Straße 10 (Standort)                             | Pavillon                                              | runder Säulenpavillon mit sechseckigem Zeltdach, gleichzeitig | D-4-74-121-18 Wikidata  | weitere Bilder |
| Grasiger Weg; am Weg nach Pretzfeld (Standort)                  | Feldkapelle Beatae Mariae Virginis und Dreifaltigkeit | Kriegerehrenmal für einen Gefallenen des Ersten Weltkriegs, kleiner dreiseitig geschlossener Saalbau mit Satteldach und Dachreiter, teilverputzter Massivbau auf hohem Kalksteinquadersockel, neugotisch, nach 1915; gleichzeitig gemauerter Vorplatzsockel mit gusseiserner Einfriedung | D-4-74-121-61 Wikidata  | weitere Bilder |
| Hasenberg; hinter den Sportanlagen im Eschlipper Tal (Standort) | Kapelle Heilige Dreifaltigkeit                        | Massiver Satteldachbau, Sandstein verputzt, bezeichnet „1837“; mit Ausstattung | D-4-74-121-60 Wikidata  | weitere Bilder |
| Hauptstraße 3 (Standort)                                        | Bürgerhaus                                            | Zweigeschossiger traufständiger Massivbau mit Satteldach, Zwerchhaus mit gekuppeltem Doppelfenster mit neubarocker Stuckdekorrahmung, historistisch, um 1895, stark überformt | D-4-74-121-19 Wikidata  | weitere Bilder |
| Hauptstraße 14 (Standort)                                       | Bürgerhaus                                            | Zweigeschossiger giebelständiger Satteldachbau, auf schmalem langgestrecktem Grundriss, Fachwerk verputzt, Mitte 19. Jahrhundert, mit älterem Kern, Erdgeschossfront durch Ladeneinbau überformt | D-4-74-121-20 Wikidata  | weitere Bilder |
| Hauptstraße 15 (Standort)                                       | Bürgerhaus                                            | Giebelständiger zweigeschossiger Eckbau mit Satteldach, auf schmalem langgestrecktem Grundriss, verputzt mit fachwerksichtigem Giebel, Mitte 19. Jahrhundert, mit älterem Kern, Erdgeschossfront durch Ladeneinbau überformt | D-4-74-121-21 Wikidata  | weitere Bilder |
| Hauptstraße 16 (Standort)                                       | Bürgerhaus                                            | Giebelständiger zweigeschossiger Satteldachbau, Erdgeschoss massiv, Fachwerkobergeschoss, im Kern erste Hälfte 18. Jahrhundert, Mitte des 19. Jahrhunderts und modern verändert | D-4-74-121-22 Wikidata  | weitere Bilder |
| Hauptstraße 20 (Standort)                                       | Bürgerhaus                                            | Zweigeschossiger traufständiger Satteldachbau, massives Erdgeschoss, Fachwerkobergeschoss, verputzt, Mitte 19. Jahrhundert, im Erdgeschoss moderner Ladeneinbau | D-4-74-121-23 Wikidata  | weitere Bilder |
| Hauptstraße 21 (Standort)                                       | Bürgerhaus                                            | Zweigeschossiges giebelständiges Satteldachhaus, Fachwerk verputzt, Mitte 19. Jahrhundert, mit älterem Kern, moderner Ladeneinbau im Erdgeschoss | D-4-74-121-24 Wikidata  | weitere Bilder |
| Hauptstraße 23 (Standort)                                       | Bürgerhaus                                            | Traufständiger zweigeschossiger Halbwalmdachbau, Erdgeschoss massiv, Obergeschoss Fachwerk, bezeichnet 1793, Erdgeschoss durch modernen Ladeneinbau verändert | D-4-74-121-25 Wikidata  | weitere Bilder |
| Hauptstraße 25 (Standort)                                       | Bürgerhaus                                            | Giebelständiger Eckbau mit Satteldach, verputzt und Fachwerk, erste Hälfte 19. Jahrhundert, mit älterem Kern, Erdgeschossfront durch moderne Ladenfenster überformt | D-4-74-121-26 Wikidata  | weitere Bilder |
| Hauptstraße 26 (Standort)                                       | Bürgerhaus                                            | Breitgelagerter zweigeschossiger Walmdachbau, Erdgeschoss massiv, Obergeschoss in Fachwerk, bezeichnet 1798 | D-4-74-121-27 Wikidata  | weitere Bilder |
| Hauptstraße 33 (Standort)                                       | Bürgerhaus                                            | Zweigeschossiges giebelständiges Satteldachhaus, Erdgeschoss massiv verputzt, Zierfachwerkgiebel, bezeichnet 1671 | D-4-74-121-28 Wikidata  | weitere Bilder |
| Hauptstraße 35 (Standort)                                       | Bürgerhaus                                            | Zweigeschossiges giebelständiges Satteldachhaus, Fachwerk und massiv, verputzt, zweite Hälfte 17./18. Jahrhundert | D-4-74-121-29 Wikidata  | weitere Bilder |
| Hauptstraße 36 (Standort)                                       | Ehemaliges Bürgerhaus                                 | Heute Gasthaus, zweigeschossiger Halbwalmdachbau, Fachwerk, Anfang 19. Jahrhundert, mit älterem Kern, Veränderungen in der zweiten Hälfte 20. Jahrhundert | D-4-74-121-30 Wikidata  | weitere Bilder |
| Hauptstraße 37 (Standort)                                       | Ehemaliges Rathaus                                    | Zweigeschossiger giebelständiger Satteldachbau 18./19. Jahrhundert, mit massiver neugotischer Fassade um 1895 | D-4-74-121-96 Wikidata  | weitere Bilder |
| Hauptstraße 38 (Standort)                                       | Bürgerhaus                                            | Breitgelagerter zweigeschossiger Satteldachbau mit Seitenrisalit, Massivbau mit schlichter Putzfassade, Mitte 19. Jahrhundert, mit älterem Kern | D-4-74-121-31 Wikidata  | weitere Bilder |
| Hauptstraße 42 (Standort)                                       | Ehemaliges Gefängnis                                  | Über Sockelgeschoss zweigeschossiger Kubus mit flach geneigtem Walmdach, Sandsteinquaderbau, Ecken und Fenstergewände mit Werksteinquaderungen, Neurenaissance, um 1880 | D-4-74-121-33 Wikidata  | weitere Bilder |
| Hauptstraße 43 (Standort)                                       | Bürgerhaus                                            | Zweigeschossiger giebelständiger Satteldachbau, Erdgeschoss verputzt, Fachwerkobergeschoss, Anfang 19. Jahrhundert, mit älterem Kern, Erdgeschoss durch Ladeneinbau stark überformt | D-4-74-121-34 Wikidata  | weitere Bilder |
| Hauptstraße 46 (Standort)                                       | Bürgerhaus                                            | Zweigeschossiger verputzter Halbwalmdachbau, massiv, Anfang 19. Jahrhundert | D-4-74-121-36 Wikidata  | weitere Bilder |
| Hauptstraße 50 (Standort)                                       | Bürgerhaus                                            | Zweigeschossiger giebelständiger Halbwalmdachbau, Erdgeschoss massiv, Fachwerkobergeschoss, verputzt, Anfang 19. Jahrhundert | D-4-74-121-37 Wikidata  | weitere Bilder |
| Im Ramstertal 3 (Standort)                                      | Schützenhaus                                          | Kleiner giebelständiger zweigeschossiger Halbwalmdachbau mit Dachüberstand, Erdgeschoss massiv, Fachwerkobergeschoss, spätes 19. Jahrhundert | D-4-74-121-49 Wikidata  | BW             |
| Im Ramstertal 3 (Standort)                                      | Bierkelleranlage                                      | zugehörig, mit insgesamt neun Eingängen (zwei nördlich, sieben südlich) mit langen, in die Tiefe führenden gemauerten Kellerhälsen, Naturstein, wohl zweite Hälfte 19. Jahrhundert | D-4-74-121-49 Wikidata  | BW             |
| Kapellenplatz 4a (Standort)                                     | Bürgerhaus                                            | Zweigeschossiger Satteldachbau, wohl massiv und Fachwerk verputzt, erste Hälfte 19. Jahrhundert, mit älterem Kern, stark überformt | D-4-74-121-39 Wikidata  | weitere Bilder |
| Kapellenplatz 6 (Standort)                                      | Bürgerhaus                                            | Zweigeschossiger traufständiger Satteldachbau, wohl massiv und Fachwerk verputzt, erste Hälfte 19. Jahrhundert, mit älterem Kern | D-4-74-121-40 Wikidata  | weitere Bilder |
| Kapellenplatz 12 (Standort)                                     | Bürgerhaus                                            | Zweigeschossiger Satteldachbau in Ecklage, massiv und Fachwerk verputzt, Mitte 19. Jahrhundert, mit älterem Kern | D-4-74-121-41 Wikidata  | weitere Bilder |
| Kapellenplatz 13 (Standort)                                     | Katholische Filialkirche Mariae Geburt                | Westturm 14. Jahrhundert mit verschiefertem ins Achteck überführtem Spitzhelm von 1802, Saalkirche mit Satteldach, eingezogener dreiseitig geschlossener Chor, 15. Jahrhundert, spätgotisch und im 17. Jahrhundert barockisiert; mit Ausstattung | D-4-74-121-42 Wikidata  | weitere Bilder |
| Kirchenplatz 3 (Standort)                                       | Kreuzigungsgruppe im Kirchhof                         | Ehemaliges Grabmal einer Familiengrabstätte, Sandstein, historistisch, bezeichnet „1889“, signiert F. Sitzmair | D-4-74-121-46 Wikidata  | weitere Bilder |
| Kirchenplatz 3 (Standort)                                       | Katholische Pfarrkirche St. Nikolaus                  | Langgestreckter Saalbau mit Satteldach, halbrunde Apsis, Turm mit Spitzhelm, massiv, Sockel und Gliederungselemente aus Sandsteinquadern rahmen Putzflächen, neuromanisch, 1853–56 von Regierungs-Baumeister Maximilian von Wallenfels unter Beteiligung der Architekten Wilhelm Frank, Joseph Bachauer und Konrad Weis; mit Ausstattung | D-4-74-121-43 Wikidata  | weitere Bilder |
| Kirchenplatz 3 (Standort)                                       | Ölberg                                                | überdachter Ölberg, Skulpturengruppe aus Sandstein, von Philipp Dorsch aus Bamberg, neugotisch, 1896 | D-4-74-121-43           | weitere Bilder |
| Kirchenplatz 4 (Standort)                                       | Zieglersche Stiftung                                  | Ehemaliges Kinderheim und Arbeiterschule, zweigeschossiger Walmdachbau, massiv, verputzt, Heimatstil, 1912 | D-4-74-121-44 Wikidata  | weitere Bilder |
| Kirchenplatz 8 (Standort)                                       | Ehemaliges Mühlengebäude                              | Zweigeschossiger giebelständiger Halbwalmdachbau auf leicht gekurvtem, dem Flusslauf angepasstem Grundriss, massiv und Fachwerk verputzt, zweite Hälfte 18. Jahrhundert | D-4-74-121-45 Wikidata  | weitere Bilder |
| Kirchenplatz 9 (Standort)                                       | Wegkreuz                                              | Lateinisches Kreuz mit Korpus, Sockel mit Inschrift, Sandstein, historistisch, bezeichnet „1889“ | D-4-74-121-47 Wikidata  | weitere Bilder |
| Nähe Am Kirchenwehr; Nähe In der Peunt (Standort)               | Unteres Scheunenviertel                               | Hinter der Nikolauskirche um einen Platz angelegte Gruppe von Scheunen in teils offener Bebauung, teils in geschlossenen Reihen nach Süden und Osten ausstrahlend, sowohl Massivbauten mit Kalksteinwänden und Fachwerkgiebeln als auch Fachwerkbauten über Steinsockeln, teils verputzt, Giebel teils freiliegend, teils verbrettert oder verschiefert, im Wesentlichen Satteldachbauten, am Ende einer Scheunenenreihe abgewalmt, in den Scheunenreihen traufseitige Tore, Einzelscheunen und Kopfbauten zum Teil mit Klebdächern und giebelseitig zugänglich, 1901 über altem Kern wiedererrichtet | D-4-74-121-52           | weitere Bilder |
| Nähe Breitenbacher Straße (Standort)                            | Großer Fachwerkstadel                                 | Traufständig, mit Satteldach, 18. Jahrhundert | D-4-74-121-17 Wikidata  | weitere Bilder |
| Nähe Pretzfelder Straße (Standort)                              | Marter                                                | Sandsteinsäule, Bildhaus mit Muschelgiebeln, darauf eisernes Patriarchalkreuz, 18. Jahrhundert; in der ehemals „Beim Galgen“ genannten Flur | D-4-74-121-56 Wikidata  | BW             |
| Oberes Tor (Standort)                                           | Johann-Nepomuk-Figur                                  | Sandsteinstatue, neubarock, 1930, bezeichnet Hans Leitherer; auf der Wiesentbrücke | D-4-74-121-38 Wikidata  | weitere Bilder |
| Rosengasse 26 (Standort)                                        | Bürgerhaus                                            | Zweigeschossiges Satteldachhaus in Ecklage, Erdgeschoss massiv, Obergeschoss in Fachwerk, erstes Drittel 18. Jahrhundert, verändert | D-4-74-121-51 Wikidata  | weitere Bilder |
| Sauerwehr (Standort)                                            | Erlachkapelle                                         | Massiver Saalbau mit eingezogenem Chor, Satteldach, neugotisch, erneuert 1846 von Anton Scheller; mit Ausstattung | D-4-74-121-57 Wikidata  | BW             |
| Zum Breitenbach 2 (Standort)                                    | Bürgerhaus                                            | Zweigeschossiger traufständiger Satteldachbau, Erdgeschoss massiv, Obergeschoss in Fachwerk, teilverputzt, bezeichnet „1722“ | D-4-74-121-54 Wikidata  | weitere Bilder |
| Zum Breitenbach 3 (Standort)                                    | Bürgerhaus                                            | Traufständiger zweigeschossiger Satteldachbau mit Zwerchhaus, Erdgeschoss massiv, verputzt, Obergeschoss in Fachwerk, bezeichnet „1798“, Veränderungen Ende 19. Jahrhundert | D-4-74-121-55 Wikidata  | weitere Bilder |
| Zur Wallerwarte; Schlüsselstein (Standort)                      | Kreuzweg                                              | Station XII Stationskapelle, offener Massivbau mit Korbbogenportal, verputzt, Satteldach, 19. Jahrhundert oder 1908 (zugehörige Kreuzigungsgruppe heute im Vorraum der Marienkapelle in Ebermannstadt); Stationen I-VII, Sandstein mit Stuckreliefs, Neurenaissance, um 1900; am Weg nach Wohlmuthshüll | D-4-74-121-59 Wikidata  | weitere Bilder |

### Buckenreuth
| Lage                               | Objekt                                         | Beschreibung | Akten-Nr.              | Bild           |
| ---------------------------------- | ---------------------------------------------- | --- | ---------------------- | -------------- |
| Buckenreuther Straße 14 (Standort) | Katholische Kapelle St. Heinrich und Kunigunde | Satteldachbau mit verschiefertem Glockendachreiter mit Zeltdach, Sakristeianbau mit Schleppdach, verputzter Kalksteinbau, bezeichnet „1936“; mit alter Ausstattung | D-4-74-121-63 Wikidata | weitere Bilder |

### Burggaillenreuth
| Lage | Objekt                                         | Beschreibung | Akten-Nr.               | Bild           |
| --- | ---------------------------------------------- | --- | ----------------------- | -------------- |
| Alter Schloßberg; im Tal südöstlich des Ortes unweit der B 470 an der Bahnstrecke neben der Wiesent (Standort) | Keller                                         | Aus Kalkstein gemauert, ehemaliger Standort des 1877 errichteten Widders (hydraulische Wasserhebeanlage) der Gemeinde Burggaillenreuth | D-4-74-121-101 Wikidata | BW             |
| Burggaillenreuth 7 (Standort)                                                                                  | Reste einer Burganlage                         | Mit Wohnturm, Teilen der ehemaligen Befestigung und Gräben sowie ehemalige Vorburg mit Jagdhaus und Stadel; Wohnturm (sogenannte vordere Kemenate) mehrgeschossiger verputzter Massivbau mit einseitig halbrund abgewalmtem Satteldach, im Kern 13./14. Jahrhundert, Renovierungen nach 1525, nach 1632, erste Hälfte 19. Jahrhundert | D-4-74-121-64 Wikidata  | weitere Bilder |
| Burggaillenreuth 5, 7 (Standort)                                                                               | Graben und Befestigungsmauern und Kelleranlage | Naturstein 13. bis 16. Jahrhundert | D-4-74-121-64           | BW             |
| Burggaillenreuth 3 (Standort)                                                                                  | Ehemaliges Jägerhaus                           | jetzt Gasthaus, zum Graben drei-, sonst zweigeschossiger Bau, Massiv mit zweitem Obergeschoss in Fachwerk um 1600, angefügter Südostflügel mit historistischem Fachwerkobergeschoss um 1900, über älterem massivem Erdgeschoss, gemeinsames Walmdach, wohl 1920er Jahre                                                               | D-4-74-121-64           | weitere Bilder |
| Burggaillenreuth 3 (Standort)                                                                                  | Scheune                                        | Fachwerkbau mit rückwärtig abgewalmtem Satteldach, 18. Jahrhundert | D-4-74-121-64           | BW             |
| Burggaillenreuth 5 (Standort)                                                                                  | Nebengebäude                                   | erdgeschossiger Satteldachbau mit Satteldach, massiv, verputzt, 18. Jahrhundert | D-4-74-121-64           | BW             |

### Eschlipp
| Lage                   | Objekt        | Beschreibung | Akten-Nr.              | Bild           |
| ---------------------- | ------------- | --- | ---------------------- | -------------- |
| In Eschlipp (Standort) | Marienkapelle | Verputzter Massivbau mit flach geneigtem Satteldach, neugotisch, bezeichnet 1885, Sakristeianbau nachträglich; mit Ausstattung | D-4-74-121-66 Wikidata | weitere Bilder |

### Gasseldorf
| Lage                                                 | Objekt                                          | Beschreibung | Akten-Nr.              | Bild           |
| ---------------------------------------------------- | ----------------------------------------------- | --- | ---------------------- | -------------- |
| Gasseldorfer Straße 30 (Standort)                    | Katholische Filialkirche Beatae Mariae Virginis | Saalkirche mit Walmdach und offener Vorhalle, schlanker Dachreiter mit abschließender Haube, Kalksteinbau, 1950–52 von Fritz Freitag, eingemauertes Marienkrönungsrelief, barock, 18. Jahrhundert | D-4-74-121-67 Wikidata | weitere Bilder |
| Hohlgasse (Standort)                                 | Marter                                          | Quadratischer Schaft mit abgefasten Ecken, am Sockel Stifterinschrift, Dolomit mit eisernem Patriarchalkreuz auf dem Bildhaus, barock, bezeichnet „1737“; am „Gasseldorfer Berg“                  | D-4-74-121-69 Wikidata | BW             |
| Leinleiterstraße 7 (Standort)                        | Ehemalige Mühle                                 | Zweigeschossiger Satteldachbau, Erdgeschoss massiv, mit geohrten Tür- und Fensterrahmungen im ehemaligen Wohnbereich, Obergeschoss Fachwerk, verputzt, bezeichnet „1732“                          | D-4-74-121-68 Wikidata | weitere Bilder |
| Sandtal (Standort)                                   | Marter                                          | Schlanke Sandsteinsäule, Bildhäuschen mit Mansardwalmdach, darauf lateinisches Eisenkreuz mit Kleeblattenden, 18./19. Jahrhundert; am Gasseldorfer Schuttplatz                                    | D-4-74-121-70 Wikidata | BW             |
| Umetlang; an der Flurgrenze zu Streitberg (Standort) | Grenzstein                                      | Sogenannter Markgrafenstein, Sandstein, bezeichnet „1736“ | D-4-74-121-71 Wikidata | BW             |

### Moggast
| Lage                                | Objekt                              | Beschreibung | Akten-Nr.               | Bild           |
| ----------------------------------- | ----------------------------------- | --- | ----------------------- | -------------- |
| Bei der Großen Linde (Standort)     | Marter                              | Sandsteinsäule, am Kämpfer unterhalb der Bildhausecken Wappenschilde, 17. Jahrhundert; außerhalb des Ortes an der Wegkreuzung Leutzdorf-Morschreuth | D-4-74-121-74 Wikidata  | BW             |
| Hafnersweg (Standort)               | Kreuzstein                          | Sogenannter Schlosserstein, Sandstein, bezeichnet „1762“; links der Straße nach Leutzdorf | D-4-74-121-75 Wikidata  | BW             |
| Moggaster Hauptstraße 16 (Standort) | Hierzu Backhaus                     | Massiv mit Satteldach, 18. Jahrhundert | D-4-74-121-73 Wikidata  | BW             |
| Stephanusstraße 2 (Standort)        | Katholische Pfarrkirche St. Stephan | Chorturmkirche, spätgotischer Ostturm, massiv, verputzt, Obergeschosse von 1708/09, nach Blitzeinschlag 1819 um ein Geschoss reduziert und mit Spitzhelm versehen, nach Blitzeinschlag 1914 renoviert, Langhaus auf längsrechteckigem Grundriss mit schmalerem, an den Turm angefügtem Chor, massiv, verputzt, Walmdach, 1921/22 von Otto Schulz, nachträgliche Aussegnungshalle an der Turmnordseite; mit Ausstattung | D-4-74-121-72 Wikidata  | weitere Bilder |
| Nähe Stephanusstraße (Standort)     | Kirchhofummauerung                  | Kalkstein, 16./erstes Viertel 17. Jahrhundert, Kirchhoftor, Kalkstein und Sandstein, 1616 | D-4-74-121-72           | weitere Bilder |
| Nähe Stephanusstraße (Standort)     | zwei Grabsteine mit Kreuz           | seitlich davon zwei Grabsteine mit Kreuz, Sandstein, 18. Jahrhundert und bezeichnet „1787“ | D-4-74-121-72           | weitere Bilder |
| Stephanusstraße 2 (Standort)        | Grab- und Friedhofskreuz            | Sandstein, bezeichnet „1887“ | D-4-74-121-72           | BW             |
| Lohberg; Stephanusstraße (Standort) | Bildstock                           | mit Kreuzigungsgruppe, Sandstein, an der Kirchhofmauer, 17. Jahrhundert | D-4-74-121-72           | weitere Bilder |
| Windlucke (Standort)                | Heiligenhäuschen                    | Bau mit Nische und Pultdach, 18. Jahrhundert; zwei Kilometer östlich des Ortes an der Straße nach Ebermannstadt | D-4-74-121-76 Wikidata  | BW             |
| Zum Brand 3 (Standort)              | Pfarrhaus                           | Villenartiger, in den Hang gebauter zweigeschossiger Halbwalmdachbau mit dreigeschossigem zum Tal vortretendem Vorbau mit Walmdach, massiv, 1914/15. | D-4-74-121-106 Wikidata | weitere Bilder |

### Neuses
| Lage                     | Objekt              | Beschreibung | Akten-Nr.              | Bild |
| ------------------------ | ------------------- | --- | ---------------------- | ---- |
| Im Fichtig (Standort)    | Muttergotteskapelle | Massiver verputzter Satteldachbau, 1956 wiederhergestellt, im Kern älter; mit Ausstattung | D-4-74-121-78 Wikidata | BW   |
| Neuseser Berg (Standort) | Marter              | Schaft auf quadratischem Grundriss mit eingeritzten christlichen Symbolen und Datierung unterhalb des Bildhäuschens, Sandstein, bezeichnet 1851; an der Kreuzung der Flurstraßen am einstigen Lange-Meile-Weg | D-4-74-121-77 Wikidata | BW   |

### Niedermirsberg
| Lage                                 | Objekt                                     | Beschreibung | Akten-Nr.              | Bild           |
| ------------------------------------ | ------------------------------------------ | --- | ---------------------- | -------------- |
| In Niedermirsberg (Standort)         | Katholische Filialkirche St. Jacobus maior | Altbau, dreigeschossiger massiver gotischer Chorturm um 1439, mit Walmdach von 1801, Langhaus, massiver Saalbau mit Satteldach, Anfang 18. Jahrhundert; Neubau durch Vorbau an Chorturm angeschlossen, modern-romanisierende Anlage, Langhaus mit eingezogenem Rechteckchor unter gemeinsamem Walmdach, niedrige Chorseitentürme mit Zwiebelhauben, Kalkstein verputzt, 1936/37 von Architekt Franz Ruff junior; mit Ausstattung | D-4-74-121-79 Wikidata | BW             |
| Niedermirsberger Straße 5 (Standort) | Wegkreuz                                   | Sandstein, bezeichnet 1922; am Ortsausgang nach Rüssenbach | D-4-74-121-81 Wikidata | BW             |
| Weidich (Standort)                   | Dreifaltigkeitskapelle                     | Feldkapelle, Massivbau, verputzt, mit Satteldach, 19. Jahrhundert; mit Ausstattung; circa 1,4 km nördlich des Ortes, östlich der Einmündung der Niedermirsberger Straße in die FO 41, zwischen Segelflugplatz und Burg Feuerstein | D-4-74-121-82 Wikidata | BW             |
| Wiesengrundstraße 1 (Standort)       | Wassermühle                                | Zweigeschossiger Satteldachbau, massives Erdgeschoss, Fachwerkobergeschoss, 18. Jahrhundert | D-4-74-121-80 Wikidata | weitere Bilder |

### Poxstall
| Lage                   | Objekt                              | Beschreibung                                                           | Akten-Nr.              | Bild                                |
| ---------------------- | ----------------------------------- | ---------------------------------------------------------------------- | ---------------------- | ----------------------------------- |
| In Poxstall (Standort) | Fachwerkscheune auf Kalksteinsockel | Satteldach, wohl 18. Jahrhundert, in markanter Lage an der Hauptstraße | D-4-74-121-95 Wikidata | Fachwerkscheune auf Kalksteinsockel |

### Rothenbühl
| Lage                    | Objekt     | Beschreibung                                                                                                  | Akten-Nr.              | Bild |
| ----------------------- | ---------- | --- | ---------------------- | ---- |
| Rothenbühl 2 (Standort) | Wegkapelle | Verputzter Massivbau mit flach geneigtem schiefergedecktem Satteldach, Mitte 18. Jahrhundert; mit Ausstattung | D-4-74-121-84 Wikidata | BW   |

### Rüssenbach
| Lage                                                              | Objekt      | Beschreibung | Akten-Nr.              | Bild        |
| ----------------------------------------------------------------- | ----------- | --- | ---------------------- | ----------- |
| Lindenweg 3; Nähe Lindenweg (Standort)                            | Martersäule | Sandstein, bezeichnet „1717“ | D-4-74-121-87 Wikidata | Martersäule |
| Lindenweg; Rüssenbacher Straße; Tiefer Graben; Waldweg (Standort) | Martersäule | Sandstein, bezeichnet „1773“; am Ortsausgang nach Ebermannstadt | D-4-74-121-88 Wikidata | Martersäule |
| Lohrweg (Standort)                                                | Martersäule | Sandstein, 18. Jahrhundert; neben der Feldkapelle auf dem Rüssenbacher Anger | D-4-74-121-89 Wikidata | BW          |
| Lohrweg (Standort)                                                | Flurkapelle | Kleiner Satteldachbau, massiv, verputzt, erste Hälfte 19. Jahrhundert; auf dem Rüssenbacher Anger | D-4-74-121-85 Wikidata | BW          |
| Waldweg 1 (Standort)                                              | Mühle       | Zweiflügelbau, Kernbau zweigeschossiger Satteldachbau, Erdgeschoss Bruchstein massiv, Obergeschoss in Fachwerk 18. Jahrhundert, im Winkel angesetzter etwas niedrigerer Flügelbau, zweigeschossig, verputzt, 19. Jahrhundert; gegenüber zugehöriges Stallgebäude mit Frackdach, Kalkstein und Fachwerk, 19. Jahrhundert; rückwärtig zugehörige Fachwerkscheune mit Satteldach, 19. Jahrhundert | D-4-74-121-86 Wikidata | BW          |

### Wohlmuthshüll
| Lage                                 | Objekt                 | Beschreibung | Akten-Nr.              | Bild               |
| ------------------------------------ | ---------------------- | --- | ---------------------- | ------------------ |
| Sassenbühl (Standort)                | Sogenannte Wallerwarte | Aussichtsturm mit Zinnenbrüstung, Bruchstein, historistisch auf mittelalterliche Formen zurückgreifender Heimatstil, 1929–31; nördlich des Kreuzbergs                                                        | D-4-74-121-97 Wikidata | weitere Bilder     |
| Sponselgasse 1 (Standort)            | Wegkreuz               | Lateinisches Kreuz mit gefasstem Korpus, Holz, 19. Jahrhundert; vor Sponselgasse 1 | D-4-74-121-92 Wikidata | Wegkreuz           |
| Wohlmuthshüller Straße 22 (Standort) | Einzelnes Backhaus     | Massiv mit Satteldach, 18. Jahrhundert; an der Durchgangsstraße | D-4-74-121-91 Wikidata | Einzelnes Backhaus |
| Wohlmuthshüller Straße 32 (Standort) | Katholische Kapelle    | Polygonal geschlossener Saalbau mit angefügtem Chor, Putzbau mit kalksteinsichtigen Gliederungselementen, abgewalmtes Dach, Dachturm mit verschieferter Haube, neubarock, bezeichnet „1920“; mit Ausstattung | D-4-74-121-90 Wikidata | weitere Bilder     |

### Wolkenstein
| Lage                      | Objekt    | Beschreibung                                     | Akten-Nr.              | Bild      |
| ------------------------- | --------- | ------------------------------------------------ | ---------------------- | --------- |
| Wolkenstein 30 (Standort) | Burgruine | Spärliche Mauerreste Naturstein, mittelalterlich | D-4-74-121-93 Wikidata | Burgruine |